# Krośnice (gmina)

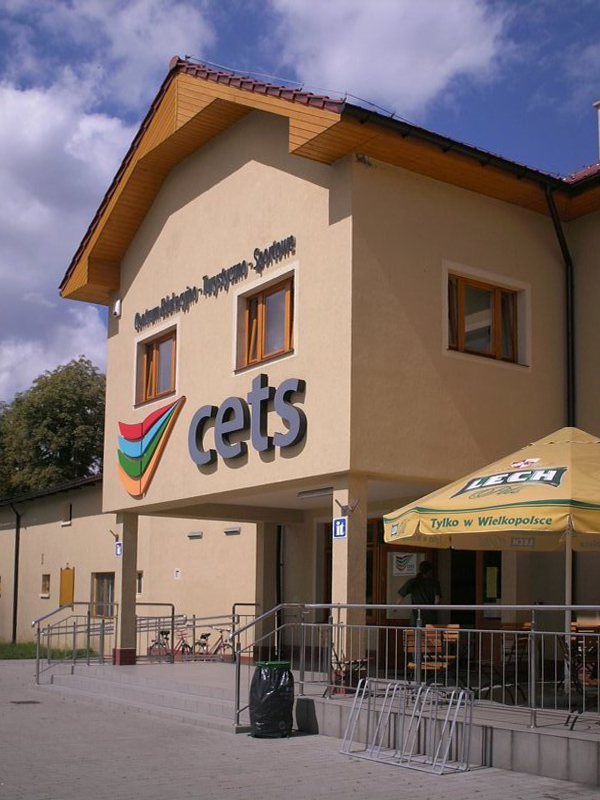
Centrum Edukacyjno-Turystyczno-Sportowe

Krośnice – gmina wiejska w województwie dolnośląskim, w powiecie milickim. W latach 1975–1998 gmina położona była w województwie wrocławskim.
Siedziba gminy to Krośnice. Według danych z 30 czerwca 2004 gminę zamieszkiwało 7927 osób. Natomiast według danych z 30 czerwca 2020 roku gminę zamieszkiwało 8106 osób.

## Struktura powierzchni
Według danych z roku 2002 gmina Krośnice ma obszar 178,73 km², w tym:
- użytki rolne: 49%
- użytki leśne: 37%

Gmina stanowi 25% powierzchni powiatu.

## Demografia

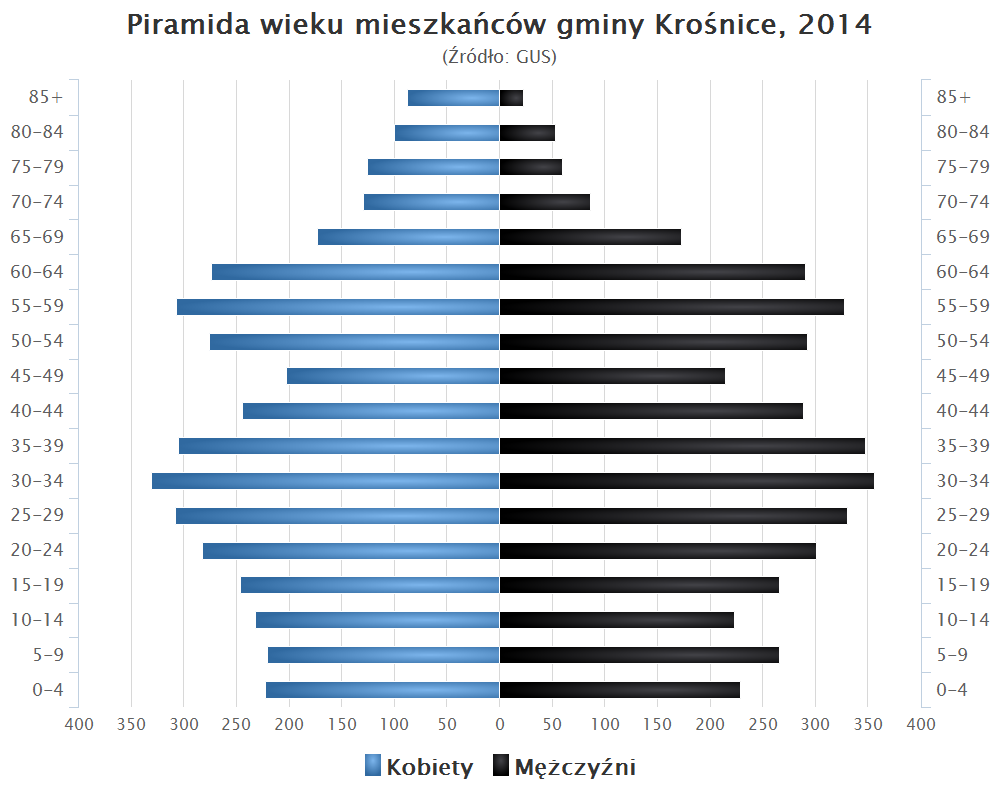
Piramida wieku mieszkańców gminy Krośnice w 2014 roku

Dane z 30 czerwca 2004:
| Opis                              | Ogółem | Ogółem | Kobiety | Kobiety | Mężczyźni | Mężczyźni |
| --------------------------------- | ------ | ------ | ------- | ------- | --------- | --------- |
| jednostka                         | osób   | %      | osób    | %       | osób      | %         |
| populacja                         | 7927   | 100    | 3929    | 49,6    | 3998      | 50,4      |
| gęstość zaludnienia (mieszk./km²) | 44,4   | 44,4   | 22      | 22      | 22,4      | 22,4      |

## Sołectwa
Brzostowo, Bukowice (2 sołectwa), Czarnogoździce, Czeszyce, Dąbrowa, Dziewiętlin, Grabownica, Kotlarka, Krośnice, Krzyszków, Kuźnica Czeszycka, Lędzina, Luboradów, Łazy Małe, Łazy Wielkie, Pierstnica Mała, Pierstnica Duża, Police, Stara Huta, Suliradzice, Świebodów, Wąbnice, Wierzchowice, Żeleźniki.
Pozostałe miejscowości: Brzostówko, Krośnice (osada), Luboradów (osada), Poręba, Smolak, Stara Huta (osada), Wierzchowice (osada), Wolanka.

## Sąsiednie gminy
Dobroszyce, Milicz, Sośnie, Twardogóra, Zawonia